# 吉雅泰

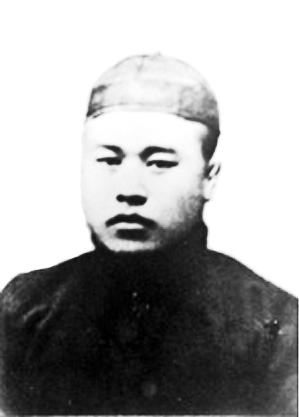
吉雅泰

吉雅泰（意为“有福分的”）；1901年10月—1968年3月12日），字岱峰，蒙古族，土默特旗（今内蒙古自治区土默特左旗）人。中国共产党和中华人民共和国高级官员。

## 生平
吉雅泰早年曾就读于归绥中学、北京蒙藏学校。1924年加入中国社会主义青年团。次年加入中国共产党，并任中共绥远特别区工委书记、中国国民党绥远特别区党部执委。同年出任内蒙古人民革命党候补执委、内蒙古农工兵大同盟中央执委。1929年前往莫斯科东方大学留学。1934年返回内蒙古后从事地下工作。1938年起前往蒙古人民共和国，担任《工人之路》总编辑、中国工人俱乐部戏剧主任。1946年返国后，出任内蒙古自治政府临时参议会副议长、中共呼纳盟工委第一书记、中共锡察盟工委第一书记、中共内蒙古分局宣传部长等职。
中华人民共和国成立后，担任首任中国驻蒙古大使。1954年回国后，曾任中共内蒙古自治区党委常委兼统战部长、内蒙古自治区副主席、内蒙古自治区政协副主席等职务。“文化大革命”中，他受到残酷迫害。1968年3月12日他在呼和浩特逝世。